# قارچ شیری آبی
قارچ شیری آبی یک گونه از قارچ در خانواده Russulaceae از قارچ است.